# Cheiracanthium sambii
Cheiracanthium sambii là một loài nhện trong họ Miturgidae.
Loài này thuộc chi Cheiracanthium. Cheiracanthium sambii được miêu tả năm 1991 bởi Patel & C. Adinarayana Reddy.